# Hiromi Konno
Hiromi Konno (今野 宏美, Konno Hiromi, Hokkaido, 13 de setembro de 1975) é uma dubladora japonesa.

## Trabalhos

### Anime
- Air (Potato)
- Amagami (Sae Nakata)
- Amagami SS+ plus (Sae Nakata)
- Atchi Kotchi (Kana Miyama)
- Bakuten Shoot Beyblade G Revolution (Matilda)
- Beyblade (Bijo A (ep 24); garota (ep 16))
- Bobobo-bo Bo-bobo (Kopacchi (Ep. 74); Re-zun Onna (Ep. 26); Shaina (Ep. 52-53))
- Chibi Maruko-chan (Akemi; professor de piano)
- Digimon Xros Wars (Lunamon (ep 25-26; 41))
- Full Metal Panic? Fumoffu (Kozue Ninshino; Shiori Kudou)
- Ge Ge Ge no Kitaro (Neko-Musume)
- Hiromi Kon-No (AKA)
- Kiddy Girl-and (Letuchaia)
- Kidō Shinsengumi Moeyo Ken (Suzaku)
- Kikō Sennyo Rōran (Rōran)
- Les Misérables: Shōjo Cosette (Marie)
- Lucky Star (Akira Kogami)
- Mamimume Mogacho (Go-gan; Kiiko)
- Miyakawa-ke no Kūfuku (Akira Kogami)
- Mirai Nikki (Kamado Ueshita)
- Munto (Suzume Imamura)
- Mushrambo (Kuro (ep 23))
- Nichijou (Professor (Hakase))
- Pretear (B-ko (ep 1))
- Re: Cutie Honey (Scarlet Claw)
- SaiKano (Rie)
- Sakura Taisen: New York NY. (Bastet)
- Sentimental Journey (Yamamoto Rurika)
- Shōnen Onmyōji (Taiin)
- Shugo Chara! (Iru)
- Shugo Chara!! Doki  (Iru)
- Skip Beat! (Maria Takarada)
- Sora o Miageru Shōjo no Hitomi ni Utsuru Sekai (Suzume Imamura)
- Soreike! Zukkoke Sanningumi (Yoko Arai)
- Yamato Nadesiko Shichi Henge (Laseine)